# Ellen Axson Wilson
Ellen Louise Axson Wilson, ameriška prva dama, političarka in umetnica * 15. maj 1860 Savannah, Georgia, ZDA † 6. avgust 1914 Washington D. C., ZDA. 
Ellen je bila prva žena ameriškega predsednika Woodrowa Wilsona in mati njunih treh hčerk. Tako kot njen mož je bila tudi ona z južnega dela ZDA, pa tudi hči duhovnika. Rodila se je v Savannahu v Georgii, odraščala je v mestu Rome. Ker je bila nadarjena za umetnosti, je pred poroko študirala na Art Students League v New Yorku in v nadaljnjem življenju še naprej ustvarjala. 
Bila je prva dama ZDA od Wilsonove zmage na volitvah leta 1912 do svoje smrti leta 1914. V tem obdobju je priredila poroki v Beli hiši za dve njuni hčerki. Bila je tretja prva dama in do sedaj zadnja, ki je umrla na tem položaju.